# Khaled Kharroubi
Khaled Kharroubi (Lione, 11 febbraio 1984) è un ex calciatore francese naturalizzato algerino.

## Carriera

### Nazionale
È stato convocato in una occasione dalla nazionale algerina, con cui, il 14 agosto 2006, gioca però solo un incontro non ufficiale contro i francesi dell'Istres, vinto dai nordafricani per 2-1.